# جامعة البحر الأسود الوطنية
جامعة البحر الأسود الوطنية مؤسسة تعليم عالي أوكرانية، (بالأوكرانية: Чорноморський національний університет імені Петра Могили) هي جامعة تقع في ميكولايف أوبلاست، أوكرانيا. تأسست هذه الجامعة في سنة 1996